# Dienstweigering

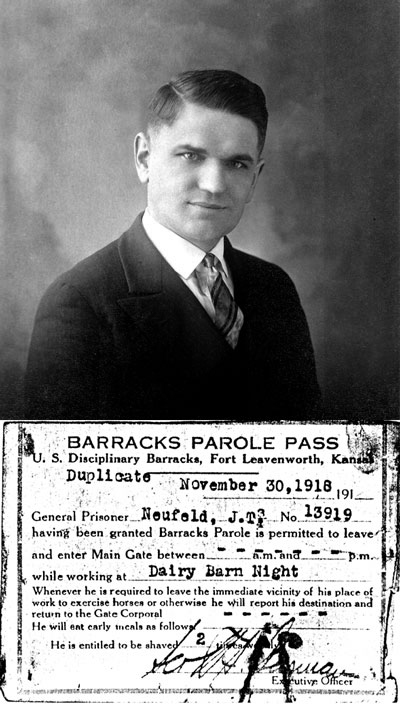
Een doopsgezinde Amerikaan gevangengezet wegens dienstweigering, 1918

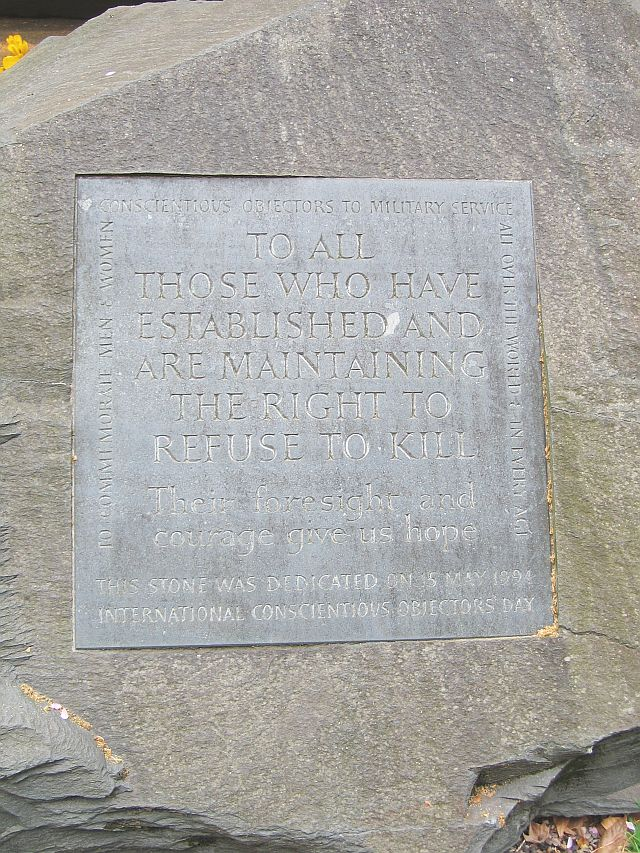
Gedenksteen voor dienstweigeraars in Londen, geplaatst op de Internationale Dag van de Dienstweigeraars, 15 mei 1994

Dienstweigering is het geheel of gedeeltelijk weigeren om aan de militaire dienstplicht te voldoen.

## Beweegredenen en gevolgen
Mensen kunnen zeer uiteenlopende en persoonlijke redenen hebben om niet te willen voldoen aan een militaire dienstplicht. Vaak zijn deze redenen religieus, politiek of levensbeschouwelijk van aard. Weigeraars zijn bijvoorbeeld pacifistisch, niet-interventionistisch, niet-resistent, niet-agressief, anti-imperialistisch, antimilitaristisch of kosmopolitisch (dat wil zeggen filosofisch de notie van staat en staatsburgerschap verwerpen) of willen geen onderdeel uitmaken van een sterk hiërarchisch systeem als het leger, waardoor de autonomie en verantwoordelijkheid van en voor het eigen handelen wordt beperkt.
In de loop van de geschiedenis zijn vele weigeraars geëxecuteerd, gevangengezet of anderszins bestraft voor hun weigering. Hun bezwaren en weigering stuitten vaak op onbegrip. Vaak werden zij gezien als lafaards, verraders of disloyalen.

## Geschiedenis
Vanaf het moment dat machthebbers hun onderdanen verplichtten tot enige vorm van militaire dienst, zijn er mensen die hier bezwaren tegen hebben.

### Maximilianus van Tebessa
De vermeend eerste historisch bekende gewetensbezwaarde, Maximilianus van Tebessa, ook wel bekend als Maximilianus van Numidia (274–295), werd in het jaar 295 onder de Romeinse keizer Diocletianus tegen zijn wil ingelijfd bij een Romeinse legioen. Als de zoon van Fabius Victor, een ambtenaar verbonden aan het Romeinse leger, werd van Maximiliaan als vanzelfsprekend verwacht dat hij dienst zou nemen bij het bereiken van de 21-jarige leeftijd. Hij uitte tegenover de proconsul in zijn provincie in Numidia dat hij "vanwege zijn religieuze overtuiging" niet in het leger kon dienen. Vanwege deze weigering werd hij geëxecuteerd.
Later toen het christendom de Romeinse staatsgodsdienst werd, zou hij heilig worden verklaard als Sint Maximiliaan. Hij werd daarmee achteraf geëerd als een christelijke heilige en martelaar, wiens feestdag jaarlijks wordt gevierd op 12 maart. Hij staat bekend als de vroegst geregistreerde gewetensbezwaarde, hoewel wordt aangenomen dat andere christenen in die tijd eveneens militaire dienst weigerden en werden geëxecuteerd.

### Vroegmoderne tijd
Een vroege erkenning van dienstweigering op grond van religieuze gewetensbezwaren werd door Willem van Oranje verleend aan de Nederlandse doopsgezinden in 1575. Ze konden militaire dienst afkopen, dat wil zeggen: weigeren in ruil voor een geldelijke vergoeding.
Formele wetgeving om weigeraars van deelname aan militaire actie daarvan vrij te stellen, werd voor het eerst aangenomen in het midden van de 18e eeuw in Groot-Brittannië, na mislukte pogingen om Quakers tot militaire dienst te dwingen. In 1757, toen de eerste Britse militie werd omgevormd tot een nationale militaire reserve, stond er een clausule in de 'Militia Ballot Act' dat Quakers vrijstelling kregen van militaire dienst.
In de Verenigde Staten was dienstweigering op grond van gewetensbezwaren vanaf de oprichting van het land toegestaan, hoewel de regelgeving werd overgelaten aan de afzonderlijke staten voordat de dienstplicht werd ingevoerd.

## Verenigde Naties
Langzaam is het besef ontstaan dat mensen serieuze gewetensbezwaren kunnen hebben tegen een militaire dienstplicht en dat men dat zou moeten erkennen. Nadat diverse staten in de 20e eeuw reeds middels eigen wettelijke regelingen hadden voorzien in een regeling voor serieuze op gewetensbezwaren gegronde dienstweigering, kreeg die gedachte ook ingang in het internationale recht. De juridische definitie en status van dienstweigering op grond van gewetensbezwaren is in de loop der jaren en van land tot land verschillend geweest.
Op 8 maart 1995 stelde resolutie 1995/83 van de Mensenrechtencommissie van de Verenigde Naties dat 'personen die militaire dienst verrichten niet mogen worden uitgesloten van het recht op gewetensbezwaren tegen militaire dienst'. Dit werd opnieuw bevestigd in 1998, toen resolutie 1998/77 erkende dat 'personen die [al] militaire dienst verrichten gewetensbezwaren kunnen ontwikkelen'.
Een aantal organisaties over de hele wereld viert het principe op de datum 15 mei als de Internationale Dag voor Gewetensbezwaren.

## België
In het interbellum was er een aantal dienstweigeraars om politieke redenen: de Vlaams-Nationale dienstweigeraars.
In 1963 werd in België de burgerdienst ingevoerd.
Dienstplichtigen konden het statuut van gewetensbezwaarde aanvragen. Gewetensbezwaarden konden een vervangende dienst doen bij de Civiele Bescherming of in de socio-culturele sector. De diensttijd was dan anderhalf, respectievelijk tweemaal zo lang als de kortste legerdienst. Er was een vergoeding, vergelijkbaar met soldij. Deze was in het algemeen het dubbele van wat een militaire dienstplichtige ontving, en werd betaald door het ministerie van Binnenlandse Zaken.
Personen met het statuut van gewetensbezwaarde mogen geen gewapende dienst doen, bijvoorbeeld bij de politie.
België is verscheidene keren veroordeeld door het Europees Gerechtshof omdat de burgerdienst langer duurde dan de legerdienst. Het paste echter nooit de Europese richtlijn ter zake toe.
Sinds de opschorting van de dienstplicht in 1994 kan het statuut niet meer aangevraagd worden. Vrouwen konden dit statuut nooit aanvragen.

## Nederland
Tijdens de Franse Tijd werd in Nederland de militaire dienstplicht ingevoerd om jongemannen in te lijven voor de veldtochten van Napoleon Bonaparte naar Spanje en Rusland, campagnes waarvan velen nimmer terugkeerden.
Aanvankelijk was ook na de Franse Tijd in het koninkrijk Nederland weigering van de opkomst voor militaire dienst strafbaar gesteld. Dit bleef zo tot aan de Tweede Wereldoorlog. Vele dienstweigeraars werden vóór 1940 zonder pardon gevangengezet. Een wet uit 1923 voorzag in de eerste beperkte mogelijkheden bij bezwaren van religieuze aard en in 1962 werd de wet Gewetensbezwaren Militaire Dienst (GMD) aangenomen. Erkend Gewetensbezwaarden konden een alternatieve vervangende dienstplicht doen.
Sinds 1 mei 1997 is de opkomstplicht voor de militaire dienstplicht opgeschort. De dienstplicht is echter formeel niet afgeschaft en mogelijk dienstplichtigen kunnen nog steeds een beroep doen op de wet GMD.

## Dienstweigering in de rest van de wereld
- In alle landen van de Europese Unie is dienstweigering inmiddels wettelijk geregeld.
- Buiten de EU bestaan tamelijk goede regelingen in de Verenigde Staten, Canada en Australië.
- In andere landen bestaat meestal geen of een zeer beperkte mogelijkheid tot dienstweigering.
- In sommige landen, zoals Griekenland, is de vervangende dienst veel langer dan de militaire dienst. Dat wordt door onder meer Amnesty International als een straf voor gewetensbezwaarden beschouwd.
- Amnesty heeft zich ingezet voor vervolgde gewetensbezwaarden in onder meer Wit-Rusland, Turkije en Zuid-Korea[1]
- Ook in Israël is dienstweigeren strafbaar.[2] Er kan echter wel op grond van verschillende redenen vrijstelling worden verleend.